# Glúniairn
Glúniairn (mort el 989), (nòrdic antic: Járnkné; (genoll de ferro), va ser un cabdill nòrdic-gaèlic, monarca viking del regne de Dublín de la dinastia Uí Ímair que va governar cap a finals del segle x.
Glúniairn era fill de Amlaíb Cuarán qui va abdicar després de la derrota de la batalla de Tara (980) i la captura de Dublín per Máel Sechnaill mac Domnaill, Gran rei d'Irlanda. Amlaíb es va retirar a l'abadia d'Iona on probablement va viure com a monjo i una mica més tard va morir. Glúniairn i Máel Sechnaill eren tots dos fills de Dúnlaith, filla de l'anterior Gran rei d'Irlanda, Domnall ua Néill de Cenél nEógain, i Máel Sechnaill va designar el seu germanastre per al govern de Dublín com el seu vassall. Máel Sechnaill va alliberar molts dels ostatges i captius que Amlaíb va mantenir a Dublín, entre ells Domnall Claen mac Lorcan, rei de Leinster.
Sembla que Glúniairn es va beneficiar de manera substancial del suport del seu germanastre, i aquest suport es va estendre més enllà del seu poder sobre Dublín el 980 sobre les reclamacions dels seus molts altres germanastres. Domnall Clóen al costat de Ivar de Waterford (parent llunyà de Glúniairn), es van enfrontar al camp de batalla a Máel Sechnaill i Glúniairn el 983, que van derrotar els seus enemics. El fill d'Ivar, Gilla Pátraic va morir a la contesa. L'exèrcit de Máel Sechnaill va devastar Leinster mentre els vikings de Glúniairn van atacar l'església de Glendalough.
El 989 Glúniairn va ser "assassinat quan estava borratxo, pel seu propi esclau", el nom del seu assassí era Colban segons Chronicon Scotorum de Dubhaltach Mac Fhirbhisigh. Benjamin Hudson suggereix que els informes sobre la mort als annals irlandesos, i en particular la ràpida resposta de Máel Sechnaill, confirmen que la mort Glúniairn va ser més probablement el resultat de lluites internes entre faccions de Dublín. Els annals citen que Máel Sechnaill va atacar Dublín, anihilant qualsevol resistència. Va preguntar, i va rebre el pagament del eraic, un terme de les Lleis Brehon que correspon al wergeld dels anglosaxons i vikings. Va mantenir una tercera part del tribut per a la corona, que és el que la llei prescriu per a un governant o un noble que actua per fer complir el pagament. No és clar si Glúniairn va ser succeït per Sigtrygg Silkbeard, el seu germanastre patern, o pel seu rival Ivar de Waterford.
Glúniairn va tenir almenys una germana anomenada Ragnhild que va casar amb Congalach Cnogba. El fill de Glúniairn, Gilla Ciaráin va morir el 1014 a la batalla de Clontarf. Va tenir un segon fill, anomenat Sitriuc, qui segons els registres va matar Gofraid, fill de Sigtrygg Silkbeard, a Bretland (Gal·les, any 1036). Possiblement aquest Gofraid fos Godred Sigtryggsson (mort el 1070), cabdill del Regne Viking de Man que va donar refugi a Godred Crovan. Gofraid va tenir un fill nomenat Fingal Godredson que també va governar Mann i va morir el 1079. Algunes interpretacions identifiquen Mac Congail, que va governar al regne de Rhins, com a fill de Fingal.